# راب کارلتون
راب کارلتون (انگلیسی: Rob Carlton؛ زادهٔ ۴ مهٔ ۱۹۷۱) بازیگر اهل استرالیا است. وی از سال ۱۹۸۶ میلادی تاکنون مشغول فعالیت بوده است.
از فیلم‌ها یا برنامه‌های تلویزیونی که وی در آن نقش داشته است می‌توان به نمسیس، جزر و مد، سالی که صدای من شکست، پسرها، روانی، بسیار عالی آقای داندی، خانه و دوری، همه قدیسین، تحت تعقیب و وایت لوتوس اشاره کرد.